# Кларендон (Пенсільванія)
Кларендон (англ. Clarendon) — місто (англ. borough) в США, в окрузі Воррен штату Пенсільванія. Населення — 410 осіб (2020).

## Географія
Кларендон розташований за координатами 41°46′50″ пн. ш. 79°5′38″ зх. д. / 41.78056° пн. ш. 79.09389° зх. д. (41.780615, -79.094008).  За даними Бюро перепису населення США в 2010 році місто мало площу 0,87 км², уся площа — суходіл.

## Демографія
Згідно з переписом 2010 року, у селищі мешкало 450 осіб у 192 домогосподарствах у складі 115 родин. Густота населення становила 516 осіб/км².  Було 224 помешкання (257/км²).
Расовий склад населення:
| - 98,9 % — білих - 0,7 % — чорних або афроамериканців - 0,2 % — корінних американців |

До двох чи більше рас належало 0,2 %. Частка іспаномовних становила 0,7 % від усіх жителів.
За віковим діапазоном населення розподілялося таким чином: 25,8 % — особи молодші 18 років, 60,2 % — особи у віці 18—64 років, 14,0 % — особи у віці 65 років та старші. Медіана віку мешканця становила 39,4 року. На 100 осіб жіночої статі у селищі припадало 106,4 чоловіків;  на 100 жінок у віці від 18 років та старших — 108,7 чоловіків також старших 18 років.
Середній дохід на одне домашнє господарство  становив 44 647 доларів США (медіана — 33 542), а середній дохід на одну сім'ю — 53 097 доларів (медіана — 46 667). За межею бідності перебувало 30,4 % осіб, у тому числі 44,0 % дітей у віці до 18 років та 9,0 % осіб у віці 65 років та старших.
Цивільне працевлаштоване населення становило 197 осіб. Основні галузі зайнятості: освіта, охорона здоров'я та соціальна допомога — 25,4 %, виробництво — 18,3 %, роздрібна торгівля — 12,7 %, транспорт — 9,6 %.